# Bengtskär
Bengtskär è un'isola rocciosa appartenente al comune di Dragsfjärd nel Golfo di Finlandia, distante circa 25 km da Hanko e situata sulla punta dell'arcipelago sud-occidentale finlandese.
Tra le più meridionali delle isole finlandesi, nel 1906 Bengtskär fu scelta per costruire un faro che fosse d'aiuto alle navi nelle perigliose acque dell'arcipelago. Con i suoi 52 m di altezza, è il faro più alto dell'intera Fennoscandia, ma è stato gravemente danneggiato durante la guerra di continuazione combattuta dalla Finlandia contro l'Armata Rossa dal 1941 al 1944. Dopo un'opera di restauro, il faro è stato aperto al pubblico nel 1995.
Il nome dell'isola prende il nome da un certo Bengt, di cui si narra che sia naufragato nell'isola, e successivamente derubato e ucciso dagli abitanti dell'isola stessa.